# Mananjary (Fluss)
Der Mananjary ist ein Fluss im Osten Madagaskars.

## Verlauf
Der Fluss entspringt südöstlich von Fandriana, nahe den Quellen des Nosivolo, auf 1500 Metern Höhe. Den ersten Teil seines Fließweges verläuft er relativ geradlinig nach Südosten. Nach über der Hälfte schwenkt er nach Osten. Der Mananjary mündet bei Mananjary in den Indischen Ozean.

## Hydrometrie
Die Durchflussmenge des Mananjary wurde an der hydrologischen Station Antsindra bei einem Drittel des Einzugsgebietes, über die Jahre 1955 bis 1976 gemittelt, gemessen (in m³/s).